# GlobalFoundries
GlobalFoundries Inc. (GF eller GloFo) er en multinational amerikansk mikrochipproducent, de fabrikerer og designer mikrochips på kontraktlevering. Virksomheden blev etableret som et spin-off fra AMD i 2009. Produkterne omfatter integrerede kredsløb designed til markeder som mobilitet, bilindustrien, computere, netværk og industri. De har 10 fabrikker i Singapore, USA og Tyskland.